# 東善町
東善町（ひがしぜんまち）は、群馬県前橋市の地名。郵便番号は379-2132。面積は0.9km2(2013年現在)。

## 地理
韮川右岸に位置している。前橋市の南側で、上川淵地区になっている。

## 歴史
東善という地名は1917年からある。それ以前は東善養寺であり、東善養寺という地名は江戸時代頃からあった。はじめは前橋藩領であったが、天保14年幕府領となり、その後弘化年間から前橋藩領となる。慶安年間山王村、中内村を、天和3年駒形新田を分村した。

### 年表
- 1889年4月1日 町村制施行により、東善養寺村は那波郡藤川村、飯塚村、上福島村、山王村、中内村、西善村と合併し、那波郡上陽村となる。
- 1896年4月1日 郡合併に伴い、玉村町・芝根村・上陽村は佐波郡に所属する。
- 1917年 大字名を東善養寺から東善と改称する。
- 1957年8月1日 玉村町と上陽村とが合併し町名が玉村町となる。
- 1960年4月1日 玉村町の一部（西善、山王、中内、東善）と城南村の一部（駒形）は前橋市へ編入する。そのため前橋市東善町となる。
- 1975年 一部が山王町1丁目となる。

### 地名の由来
善養寺の東に位置することに由来する。

## 世帯数と人口
2017年（平成29年）8月31日現在の世帯数と人口は以下の通りである。
| 町丁   | 世帯数  | 人口    |
| ------ | ------- | ------- |
| 東善町 | 589世帯 | 1,569人 |

## 小・中学校の学区
市立小・中学校に通う場合、学区は以下の通りとなる。
| 番地 | 小学校             | 中学校             |
| ---- | ------------------ | ------------------ |
| 全域 | 前橋市立山王小学校 | 前橋市立第七中学校 |

## 交通

### 鉄道
鉄道駅はない。

### 道路
国道はなく、県道は、群馬県道27号高崎駒形線と群馬県道40号藤岡大胡線が通っている。